# Дубай Тенис Чемпиъншипс 2015
Дубай Тенис Чемпиъншипс 2015 е тенис турнир, провеждащ се в Дубай, ОАЕ. Турнирът е част от категория „Висши“ 5 на WTA Тур 2015 и сериите 500 на ATP Световен Тур 2015. Това е 15-ото издание на турнира при жените, докато мъжкият вариант се провежда за 23-ти път. Жените играят от 15 до 21 февруари 2015 г., а мъжете – от 23 до 28 февруари 2015 г.

## Сингъл мъже
- Роджър Федерер побеждава  Новак Джокович с резултат 6–3, 7–5.

## Сингъл жени
- Симона Халеп побеждава  Каролина Плишкова с резултат 6–4, 7–6(7–4).

## Двойки мъже
- Рохан Бопана /  Даниел Нестор побеждават  Айсам-ул-Хак Куреши /  Ненад Зимонич с резултат 6–4, 6–1.

## Двойки жени
- Тимеа Бабош /  Кристина Младенович побеждават  Гарбине Мугуруса /  Карла Суарес Наваро с резултат 6–3, 6–2.